# And the House Fell Down
And the House Fell Down è un brano composto e interpretato dall'artista britannico Elton John; il testo è di Bernie Taupin.

## Il brano
La canzone costituisce la quinta traccia del concept album The Captain and the Kid del 2006; inizia con degli effetti richiamanti la spettralità e l'atmosfera lugubre tipiche delle case infestate da fantasmi, per poi svilupparsi in un tipico piano rock alla Elton, dai toni cupi e frizzanti e dalla melodia movimentata (recante tracce swing). Ad accompagnare John al pianoforte è la Elton John Band (formata da Davey Johnstone, Nigel Olsson, Bob Birch, Guy Babylon e John Mahon). Il brano parla della devastante dipendenza dalla droga che afflisse la star dal 1975 al 1990. In questo senso, l'appartamento nel quale Elton visse isolato per tre giorni in preda alle proprie dipendenze rassomiglia ad una casa infestata da fantasmi: il titolo del testo di Bernie significa proprio E La Casa Crollò. 
And the House Fell Down ha ricevuto molti apprezzamenti da parte della critica; Paolo Gallori, ad esempio, la definisce così: "Elton John è preda della droga e il suo dramma è tutto nei tre giorni di isolamento casalingo, stretto tra cocaina e vino, descritto in 'And The House Fell Down', in cui è geniale il contrasto tra il divertente, frizzante, veloce swing che sostiene il brano e la drammatica paranoia descritta nel testo".